# Батагур забарвлений
Батагур забарвлений (Batagur kachuga) — вид черепах з роду Батагури родини Азійські прісноводні черепахи. Інші назви «бенгальський батагур», «черепаха з червоною короною».

## Опис
Загальна довжина карапаксу досягає 48—56 см. Голова середнього розміру, дещо витягнута. Шкіра зверху на голові ділиться на лусочки. У роті 1—2 зазубрені виступи на небі. Карапакс має дахоподібну форму, опуклий, розширюється в задній частині, гладенький з невеликим кілем. Пластрон довгий і вузький
Голова у самців зверху червона, блакитно—сіра з боків, у самиць голова оливково—блакитна. Червона частина голови самців поділена жовтими смужками, жовті смуги також йдуть від очей до тимпанических щитків. Декілька червоних або жовтих плям розташовані на глотці, щелепи можуть бути коричневими. У самиць шия оливково—коричнева з 7 червоними, у самців — з червоно—коричневими довгими смугами. Червона пігментація самців особливо яскрава в сезон парування. Карапакс забарвлено від коричневого до оливкового кольору. Пластрон й перетинка жовтого кольору. Колір кінцівок коливається від коричневого до оливкового з поперечними лусочками на зовнішній поверхні передніх лап.

## Спосіб життя
Полюбляє глибокі і великі річки. Зустрічається на висоті до 300–500 м над рівнем моря. Харчується здебільшого рослинною їжею, іноді безхребетними.
Самиці починають відкладати яйця у березні—квітні. Глибина ямок для яєць 54—54 см. У кладці 15—30 білих овальних яєць розміром 64—75,4x37,6—45,6 мм. Новонароджені черепашенята з'являються у травні—червні 60 мм завдовжки.

## Розповсюдження
Мешкає від центрального Непалу на південь через Бангладеш, північ—східну Індію до північного заходу М'янми.